# Bikar karla 2010
La VISA-bikar 2010 è la cinquantesima edizione della coppa nazionale di calcio islandese.

## Primo turno
Giocati il 7 e 9 maggio 2010.
| Squadra 1        | Risultato | Squadra 2             |
| ---------------- | --------- | --------------------- |
| 6 maggio 2010    |           |                       |
| Léttir           | 2-4       | Víkingur Ólafsvík     |
| 7 maggio 2010    |           |                       |
| UMF Gnúpverja    | 1-4       | UMF Kjalnesinga       |
| 8 maggio 2010    |           |                       |
| Ýmir             | 0-3       | UMF Hamar             |
| Berserkir        | 1-4       | KB                    |
| Reynir Sandgerði | 2-3       | ÍH Hafnarfjördur      |
| KV               | 3-1       | Elliði                |
| Skallagrímur     | 9-0       | Afríka                |
| Augnablik        | 2-2       | Ægir                  |
| KFR              | 5-3       | Árborgar              |
| Víðir            | 4-2       | Vængir Júpiters       |
| Höttur           | 4-6       | Leiknir Fáskrúðsfirði |
| UMF Afturelding  | 3-0       | Grundarfjörður        |
| Magni            | 1-4       | UMF Tindastóll        |
| Spyrnir          | 2-0       | Einherji              |
| Dalvík/Reynir    | 7-2       | Samherjar             |
| 9 maggio 2010    |           |                       |
| UMFL             | 1-9       | UMF Álftanes          |
| KFG              | 4-0       | Ísbjörninn            |
| Huginn           | 2-5       | UMF Sindri            |
| Þróttur Vogum    | 3-1       | Ármann                |
| Markaregn        | 0-4       | KFK                   |
| Draupnir         | 8-0       | Kormákur              |
| 10 maggio 2010   |           |                       |
| Carl             | 2-0       | Hvíti riddarinn       |
| 13 maggio 2010   |           |                       |
| KFS              | 2-1       | Björninn              |

## Secondo turno
Giocato tra il 17 e 19 maggio 2010.
| Squadra 1      | Risultato | Squadra 2          |
| -------------- | --------- | ------------------ |
| 17 maggio 2010 |           |                    |
| KA             | 2-0       | Draupnir           |
| 18 maggio 2010 |           |                    |
| BÍ/Bolungarvík | 12-0      | Höfrungur          |
| UMF Hvöt       | 0-3       | Þór Akureyri       |
| Víðir          | 2-0       | ÍH                 |
| Afturelding    | 4-0       | Augnablik          |
| Dalvík/Reynir  | 1-2       | Völsungur          |
| Sindri         | 5-2       | Leiknir F.         |
| Hamar          | 1-1       | Grótta             |
| KFS            | 2-5       | Víkingur Ólafsvik  |
| Fjarðabyggð    | 10-0      | Spyrnir            |
| 19 maggio 2010 |           |                    |
| KFK            | 2-7       | ÍR                 |
| KS/Leiftur     | 2-1       | Tindastóll         |
| HK             | 9-0       | Þróttur V.         |
| Njarðvík       | 2-0       | Carl               |
| Skallagrímur   | 0-6       | Víkingur Reykjavik |
| Kjalnesingar   | 1-6       | Leiknir Reykjavík  |
| Álftanes       | 1-4       | Þróttur            |
| ÍA             | 5-0       | KFG                |
| KV             | 0-5       | Fjölnir            |
| KB             | 2-1       | KFR                |

## Terzo turno
Si giocherà il 2 e 3 giugno 2010.
| Squadra 1          | Risultato | Squadra 2   |
| ------------------ | --------- | ----------- |
| 2 giugno 2010      |           |             |
| Fjarðabyggð        | 3-2 dts   | Njarðvík    |
| BÍ/Bolungarvík     | 2-0       | Völsungur   |
| Víkingur R.        | 7-0       | Sindri      |
| KB                 | 0-1       | Víkingur Ó. |
| ÍBV Vestmannaeyjar | 0-1       | KR          |
| KA                 | 3-2 dts   | HK          |
| Fram               | 2-1       | ÍR          |
| 3 giugno 2010      |           |             |
| Valur              | 2-1       | Afturelding |
| Leiknir R.         | 1-3       | Stjarnan    |
| Þróttur R.         | 3-1       | Grótta      |
| Haukar             | 0-2       | Fjölnir     |
| Víðir              | 0-2       | Fylkir      |
| Grindavík          | 2-1       | Þór         |
| Keflavík           | 1-0       | KS/Leiftur  |
| ÍA                 | 2-1       | Selfoss     |
| Breiðablik         | 2-4 dcr   | FH          |

## Quarto turno
Si giocherà il 23 e 24 giugno 2010.
| Squadra 1      | Risultato | Squadra 2   |
| -------------- | --------- | ----------- |
| 23 giugno 2010 |           |             |
| Fjölnir        | 1-2       | KR          |
| Víkingur R.    | 1-3       | Valur       |
| ÍA             | 0-2       | Þróttur R.  |
| BÍ/Bolungarvík | 0-2       | Stjarnan    |
| Vikingur Ó.    | 3-2 dts   | Fjarðabyggð |
| 24 giugno 2010 |           |             |
| Grindavík      | 5-6 dcr   | KA          |
| Keflavík       | 2-3       | FH          |
| Fylkir         | 0-2       | Fram        |

## Quarti
| Arbitro: | Gunnar Jarl Jónsson |

|                                     |           |  |
| Snorrason 52’, 75’ Vilhjálmsson 68’ | Marcatori |  |

| Arbitro: | Þóroddur Hjaltalín Jr. |

|                                     |           |                  |
| Jónsson 50’ Leifsson 55’ Tillen 58’ | Marcatori | 65’ Sigurjónsson |

| Arbitro: | Jóhannes Valgeirsson |

|                                        |           |                                    |
| Sigurðsson 12’ 72’ Takefusa 30’ (pen.) | Marcatori | 86’ Vilhjálmsson 90’ Milos Tanasic |

| Arbitro: | Þorvaldur Árnason |

|                                                          |                      |                                                               |
| Emilsson 9’ Beslija 85’ Sigurþórsson 92’                 | Marcatori            | 89’ Eysteinsson 90’ Hreinsson 100’ Björgvinsson               |
| Gonchar Guðjónsson Kristmundsson Luba Beslija Ragnarsson | Tiri di rigore 5 – 4 | Sturluson Eysteinsson Björnsson Björgvinsson Hreinsson Laxdal |

## Semifinali
| Arbitro: | Magnús Þórisson |

|                                                               |           |                       |
| G. Guðmundsson 40’ A. Björnsson 57’ M. Vilhjálmsson 70’ (pen) | Marcatori | 42’ (o.g.) T. Nielsen |

| Arbitro: | Gunnar Jarl Jónsson |

|                                                       |           |  |
| Ó. Hauksson 41’ G. Sigurðsson 58’ B. Takefusa 70’ 80’ | Marcatori |  |

## Finale
| Arbitro: | Erlendur Eiríksson |

|                                                 |           |  |
| Vilhjálmsson 35’ 41’ Björnsson 75’ Guðnason 86’ | Marcatori |  |